# Vermont
Vermont és un dels estats que conformen els Estats Units d'Amèrica.
Està situat a la regió coneguda com a Nova Anglaterra. És l'únic d'aquesta regió que no delimita amb l'Atlàntic, i està envoltat per l'estat de Massachusetts al sud, Nou Hampshire a l'est, Nova York a l'oest i la província canadenca de Quebec al nord. El seu nom actual deriva dels mots francesos vert i mont (mont o foresta verda). El juliol de 2023 tenia 647.464 habitants.
Habitat originàriament per tribus nadiues americanes (iroquesos, algonquins i abnakis), el territori actualment conegut com a Vermont va ser reclamat per França, però va passar a ser possessió de la corona britànica després de la seva derrota en el conflicte bèl·lic que va tenir lloc entre 1754 i 1763. Durant molts anys, el control sobre l'àrea va estar disputat per les colònies veïnes (entre elles Nou Hampshire), però va acabar obtenint el seu estatut d'estat independent. Després d'un període de catorze anys, va passar a ser un estat membre dels Estats Units d'Amèrica.
Famós pel seu paisatge, els seus productes lactis i el seu xarop d'auró, Vermont és també conegut per la seva política liberal i pensament polític independent. De fet, una anàlisi duta a terme el 2022 pel Centre de Responsabilitat Legislativa situa Vermont en la cinquena posició amb els legisladors més liberals.
La capital estatal és Montpelier i la ciutat més gran és Burlington; altres ciutats són: Milton.

## Vegeu també

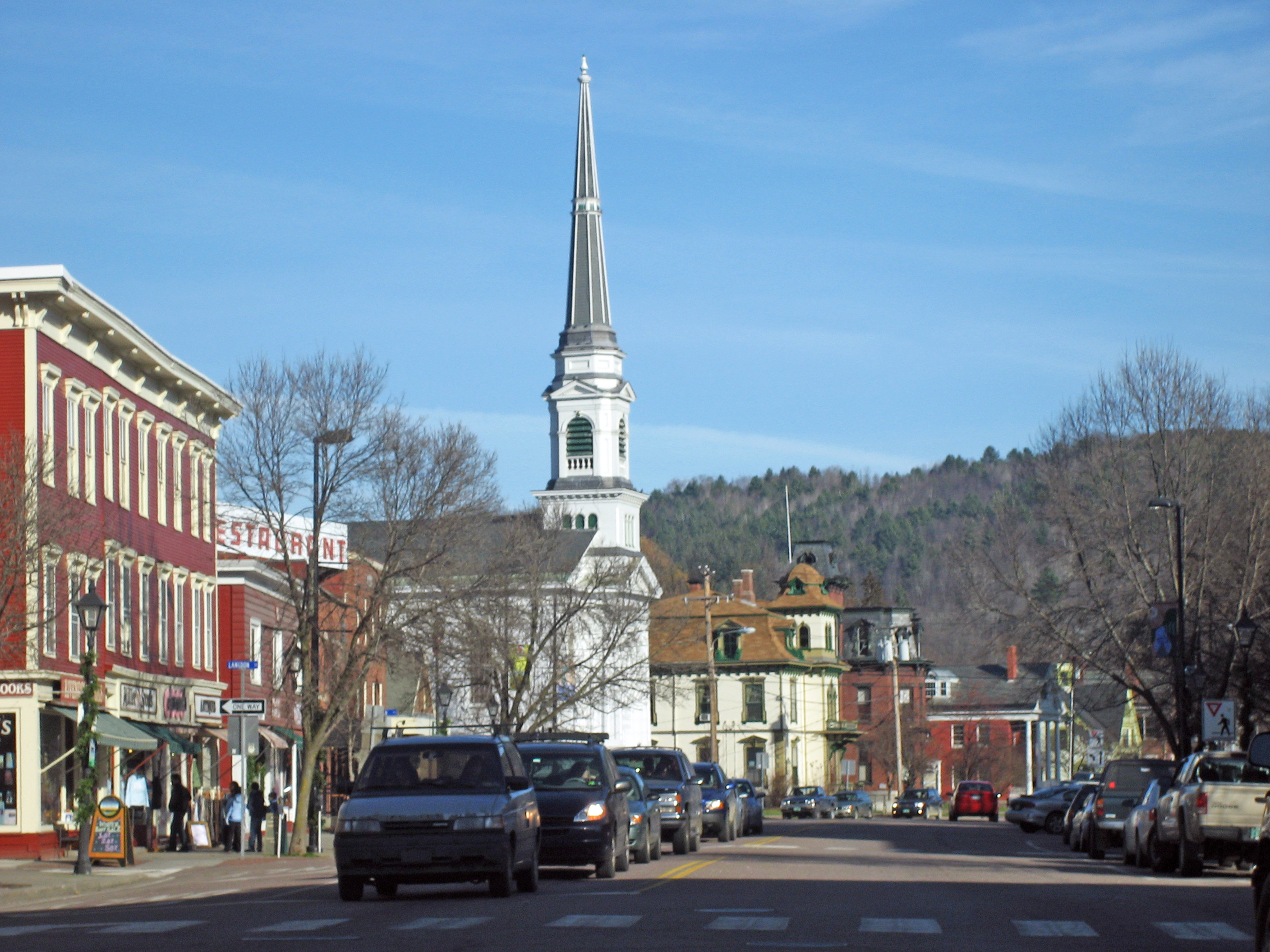
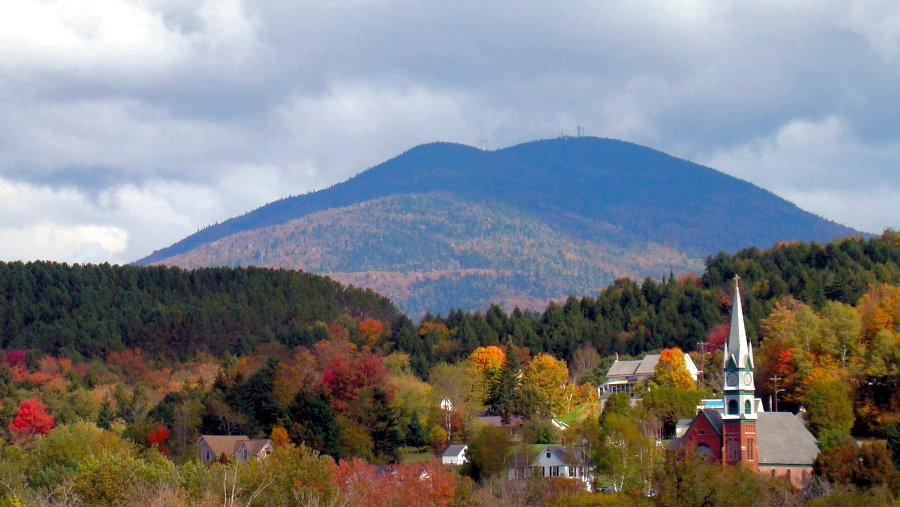
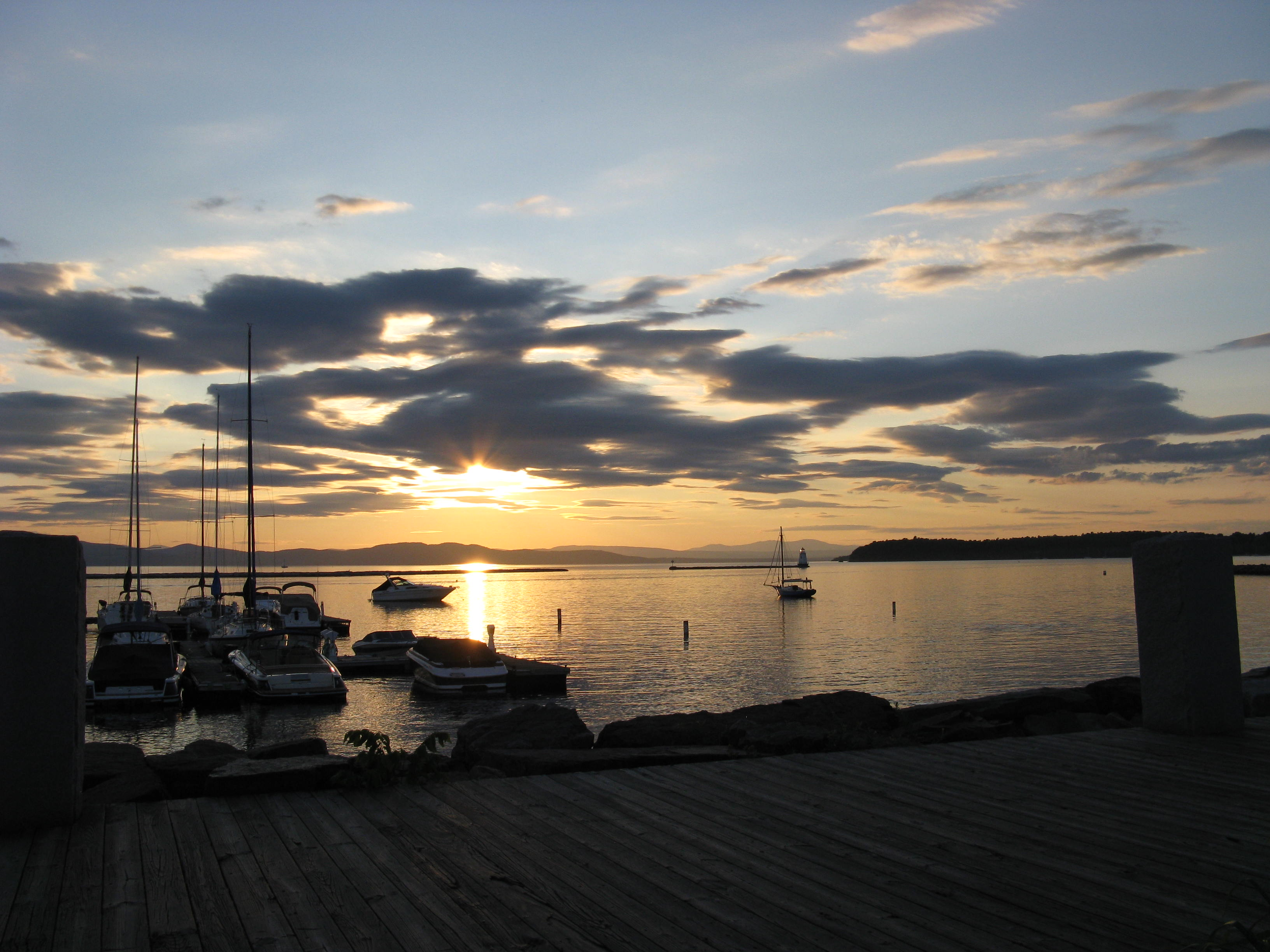